# Piotr Węgleński
Piotr Węgleński (ur. 29 czerwca 1939 w Świdnikach, zm. 19 stycznia 2024) – polski biolog, genetyk i nauczyciel akademicki, profesor nauk biologicznych, profesor zwyczajny Uniwersytetu Warszawskiego, a w latach 1999–2005 rektor tej uczelni, członek rzeczywisty Polskiej Akademii Nauk.

## Życiorys
Absolwent Liceum Ogólnokształcącego im. Hugona Kołłątaja w Warszawie oraz studiów na Wydziale Biologii i Nauk o Ziemi Uniwersytetu Warszawskiego z 1961. Od tegoż roku był zawodowo związany z tą uczelnią, uzyskiwał stopnie doktora (1965) i doktora habilitowanego (1974). W 1982 otrzymał tytuł naukowy profesora w zakresie nauk biologicznych. W 1989 został profesorem zwyczajnym. Na UW obejmował funkcje dyrektora Instytutu Genetyki i Biotechnologii UW, wicedyrektora Instytutu Botaniki UW i prorektora. Od 1999 do 2005 był rektorem tej uczelni. Pracował także w Instytucie Biochemii i Biofizyki PAN.
Członek Towarzystwa Naukowego Warszawskiego i członek rzeczywisty Polskiej Akademii Nauk. Opublikował szereg prac naukowych, głównie z zakresu genetyki.
W 2010 z rekomendacji klubu parlamentarnego Platformy Obywatelskiej powołany w skład rady programowej Polskiego Radia. Był członkiem komitetu poparcia Bronisława Komorowskiego przed wyborami prezydenckimi w 2010 i w 2015.
Został pochowany na cmentarzu Wojskowym na Powązkach.

## Odznaczenia
W 2002 odznaczony brazylijskim Krzyżem Komandorskim Orderu Krzyża Południa, a w 2005 Krzyżem Komandorskim Orderu Odrodzenia Polski.

## Publikacje
- Molekularne Podstawy Życia, Wydawnictwa Szkolne i Pedagogiczne, 1976
- Inżynieria genetyczna, Wydawnictwo Naukowe PWN, 1981
- Genetyka molekularna, Wydawnictwo Naukowe PWN, 2012[8]